# Mvengue
Mvengue es una comuna camerunesa perteneciente al departamento de Océan de la región del Sur.
En 2005 tiene 17 757 habitantes, de los que 1326 viven en la capital comunal homónima.
Se ubica sobre la carretera P8, unos 80 km al suroeste de la capital nacional Yaundé.

## Localidades
Comprende, además de Mvengue, las siguientes localidades:
- Abam
- Adouman
- Akié
- Akok Mvog Belinga
- Akom
- Ating-Etom
- Atinzam
- Awonda
- Bembe
- Bikoe
- Bikop
- Ebayega
- Ebom
- Elon
- Ka'an
- Koulounganga
- Mekom
- Melen
- Melondo
- Menganda
- Minkan
- Minkougou
- Ndzibetono
- Nkoala'a
- Nkoambe
- Nkolmendim
- Nkolmending
- Nkolatom
- Nyamfende
- Okarobele
- Okoga
- Wom